# Motortrafikvej
En motortrafikvej er en vejtype, som kan betragtes som en blanding mellem en landevej og en motorvej. Som på landeveje kan der være modkørende og, i de fleste lande, tværgående trafik - men i nogle lande, som Sverige og Schweiz må en motortrafikvej såvel som en motorvej ikke have niveauskæringer med andre veje; på en motortrafikvej er det, som på en motorvej, forbudt at vende, bakke, standse eller parkere. Køretøjer på motortrafikveje skal ifølge færdselslovens §44 være i stand til at fremføre en hastighed på mindst 50 km/t, hvilket gør at traktorer, motorredskaber, knallerter, ellerter og cykler ikke må benytte en motortrafikvej. (De nævnte køretøjer må dog gerne krydse den fra tværgående veje.)
Den generelle hastighedsgrænse på danske motortrafikveje er 80 km/t, men kan være skiltet højere eller lavere, dog må hastigheden ikke overstige 100 km/t. Den køretøjsbestemte hastighedsgrænse for busser med tilladt totalvægt over 3,5 ton er 80 km/t. Den køretøjsbestemte hastighedsgrænse for vogntog og lastbiler er 80 km/t på motortrafikveje og landeveje. Symbolet for motortrafikveje er en hvid bil på blå eller grøn baggrund. En motortrafikvej er facadeløs, dvs. uden private af- og tilkørselsveje.

## Motortrafikveje i Danmark
| Landsdel  | Navn                            | Nummer    | Strækning                                                                | Længde |
| --------- | ------------------------------- | --------- | ------------------------------------------------------------------------ | ------ |
| Jylland   | Ny Nibevej                      | 187       | Skalborg – Nibe                                                          | 11     |
| Jylland   | Viborgvej                       | 13        | Nordjyske Motorvej – Sønderup                                            | 5      |
| Jylland   | Hammelvej                       | 46        | Randers V – Randers SØ                                                   | 2,3    |
| Jylland   | Ringvej Syd                     | 16 21     | Sdr. Borup – Assentoft                                                   | 5      |
| Jylland   | Grenåvej                        | 16 21     | Randers SØ – Assentoft                                                   | 4,4    |
| Jylland   | Grenåvej og Motortrafikvejen    | 15        | Djurslandmotorvejen - Tåstrup                                            | 17     |
| Jylland   | Viborgvej                       | 26        | Tilst - Sabro                                                            | 3      |
| Jylland   | Edwin Rahrs Vej                 |           | Herningmotorvejen - Aarhus V                                             | 1,6    |
| Jylland   | Vestvejen                       | 30 451    | Ølholm - Horsens                                                         | 19     |
| Jylland   | Ringvej Syd                     | 52        | Horsens V - Horsens Ø                                                    | 3      |
| Jylland   | Juelsmindevej                   | 23        | Østjyske Motorvej - Vesterby                                             | 2,3    |
| Jylland   | Viborg Hovedvej                 | 23        | Hornstrup - Østjyske Motorvej                                            | 0,6    |
| Jylland   | Børkopvej                       | 28        | Vinding - Fredercia                                                      | 13,2   |
| Jylland   | Hanstholmvej                    | 26        | Nors Omfartsvej                                                          | 6,5    |
| Jylland   | Oddesundvej                     | 11 26     | Thisted Omfartsvej                                                       | 5,3    |
| Jylland   | Vilsundvej                      | 26        | Sallingsund - Øster Jølby                                                | 5      |
| Jylland   | Brovej                          | 26        | Vester Lyby - Vium                                                       | 3,3    |
| Jylland   | Nørre Boulevard                 | 26        | Skive - Vester Lyby                                                      | 7,5    |
| Jylland   | Århusvej                        | 26        | Rindsholm - Sønder Rind                                                  | 1,8    |
| Jylland   | Rødkærsbro Omfartsvej           | 26        | Rødkærsbro S - Rødkærsbro N                                              | 10     |
| Jylland   | Haderup Omfartsvej              | 34        | Herningvej - Herningvej                                                  | 5,5    |
| Jylland   | Sindingvej                      | 18        | Herning N - Sinding                                                      | 10,4   |
| Jylland   | Messemotorvejen                 | 15        | Herning Ø – Snejbjerg                                                    | 5,5    |
| Jylland   | Farrevej                        | 30        | Midtjyske Motorvej - Uhe                                                 | 8,5    |
| Jylland   | Lufthavnsvej                    | 28 30     | Billund - Vandel                                                         | 10     |
| Jylland   | Vandelvej                       | 28        | Vandel - Bredsten                                                        | 10     |
| Jylland   | Bredstenvej                     | 28        | Bredsten - Vejle                                                         | 9,6    |
| Jylland   | Østre Omfartsvej                | 11 12     | Varde Omfartsvej                                                         | 5      |
| Jylland   | Vestkystvej                     | 463 12    | Esbjergmotorvejen - Kravnsø                                              | 12,5   |
| Jylland   | Højvangen                       | 170 176   | Kolding N - Sønderjyske Motorvej E45                                     | 1,8    |
| Jylland   | Fynsvej                         | 170       | Kolding Ø - Sønderjyske Motorvej E45                                     | 2,2    |
| Jylland   | Tankedalsvej                    | 25        | Kolding - Hjarup                                                         | 5,8    |
| Jylland   | Koldingvej                      | 25        | Vamdrup - Jels Troldkær                                                  | 7,7    |
| Jylland   | Sønderborgvej                   | 41        | Stubbæk - Sønderjyske Motorvej                                           | 5,4    |
| Jylland   | Sønderborgvej                   | 41        | Bovrup V - Bovrup Ø                                                      | 2,4    |
| Jylland   | Egernsundvej                    | 401       | Dybbøl Omfartsvej                                                        | 1,6    |
| Jylland   | Åbenråvej                       |           | Kiskelund - Sønderjyske Motorvej                                         | 3      |
| Jylland   | Tjæreborgvej                    | 24 E20    | Esbjerg - Brandgård                                                      | 12,5   |
| Jylland   | Varde Hovedvej                  | 11 24     | Bramming - Gredstedbro                                                   | 11,3   |
| Jylland   | Østre Omfartsvej                | 11        | Tønder Omfartsvej                                                        | 4,3    |
| Als       | Omfartsvejen                    | 8         | Sønderborgmotorvejen - Sønderborg Ø                                      | 4,8    |
| Langeland | Ny Spodsbjergvej                | 9         | Simmerbølle - Spodsbjerg                                                 | 4,7    |
| Lolland   | Spodsbjergvej                   | 9         | Halsted - Tårs                                                           | 12     |
| Sjælland  | Skovvejen                       | 23        | Kalundborgmotorvejen - Viskinge                                          | 19     |
| Sjælland  | Odsherredvej                    | 21        | Holbækmotorvejen - Vig                                                   | 19     |
| Sjælland  | Kirkeåsvejen                    | 21        | Vig - Lumsås                                                             | 10     |
| Sjælland  | Tværvej                         | 243       | Holbækmotorvejen - Høje Taastrup S og Frederikssundmotorvejen - Kildedal | 7,6    |
| Sjælland  | Fjordlandsvej                   | 53        | Frederikssund S – Landerslev                                             | 9,5    |
| Sjælland  | Nordhavnsvej                    | O2        | Helsingørmotorvejen - Svanemøllen                                        | 1,9    |
| Sjælland  | Frederikssundsvejstunnelen      | 16        | Brønshøj - Utterslev                                                     | 0,3669 |
| Sjælland  | Bispeengbuen                    |           | København - Frederiksberg                                                | 1,1    |
| Sjælland  | Hillerødmotorvejens forlængelse | 16 O2 267 | Lillerød - Solbjerg                                                      | 16,7   |
| Sjælland  | Isterødvejen                    | 19        | Hørsholm - Tulstrup                                                      | 17     |
| Sjælland  | Hillerødvej                     | 267       | Solbjerg - Helsinge                                                      | 1,7    |
| Sjælland  | Ring Nord                       | 54 O2     | Næstved Ø - Næstved V                                                    | 7      |

## Motortrafikveje under anlæg og planlægning
| # | Rute  | Motortrafikvej                  | Strækning                          | Spor                  | Status                                      | År   |
| - | ----- | ------------------------------- | ---------------------------------- | --------------------- | ------------------------------------------- | ---- |
| * | O2    | Nordhavnstunnel                 | Østerbro – Nordhavn                | 4 sporet              | Anlæg                                       | 2028 |
| * | 9     | Omfartsvej ved Nørreballe       | Sørup – Grimstrup                  | 2 sporet              | Planlægning (VVM-redegørelse)               | 2029 |
| * | 17 53 | Frederikssundvej                | Frederikssund S – Frederikssund N  | 4 sporet              | Planlægning (VVM-redegørelse)               | 2032 |
| * | 11    | Omfartsvej øst om Skærbæk       | Skærbæk S – Skærbæk N              | 2+1 sporet            | Planlægning (VVM-redegørelse)               | 2034 |
| * | 11    | Omfartsvej vest om Abild        | Abild S – Abild N                  | 2+1 sporet            | Planlægning (VVM-redegørelse)               | 2034 |
| * | 26    | Motortrafikvej                  | Aarhus – Svenstrup                 | 4 sporet              | Planlægning (forundersøgelse)               | 2035 |
| * | 34    | Herningvej                      | Haderup – Bærs                     | 2+1 sporet            | Planlægning (VVM-redegørelse)               | 2035 |
| * | 26    | Omfartsvej vest om Skive        | Skive S – Skive N                  | 2+1 sporet            | Planlægning (VVM-redegørelse)               | 2035 |
| * | 15    | Grenåvej                        | Bale – Tirstrup (Aarhus Lufthavn)  | 2+1 sporet            | Planlægning (forundersøgelse)               | 2035 |
| * | O2    | Østlig Ringvej/Havnetunnelen    | Nordhavn – Lynetteholmen           | 4 sporet              | Planlægning (MKV Miljøkonsekvensvurdering). | 2037 |
| * | 13    | Motortrafikvej                  | Vejle – Viborg – Aars              | 2+1 sporet            | Planlægning (forundersøgelse)               |      |
| * | 22    | Den Sjællandske Tværforbindelse | Kalundborg – Slagelse – Næstved    | 2+1 sporet            | Planlægning (forundersøgelse)               |      |
| * | 26    | Århusvej                        | Viborg Ø – Rødkærsbro V            | 2+1 sporet            | Planlægning (VVM-redegørelse)               |      |
| * | 26    | Søndre Ringvej                  | Viborg V – Viborg Ø                | 2+1 sporet            | Planlægning (VVM-redegørelse)               |      |
| * | 9     | Motortrafikvej                  | Svendborg – Spodsbjerg             | 2 sporet / 2+1 sporet | Planlægning (forundersøgelse)               |      |
| * | 9     | Motortrafikvej                  | Tårs – Maribo                      | 2 sporet / 2+1 sporet | Planlægning (forundersøgelse)               |      |
| * | 251   | Motortrafikvej                  | Helsinge Ø – Gilleleje             | 2+1 sporet            | Planlægning (forundersøgelse)               |      |
| * | O2    | Østlig Ringvej/Havnetunnelen    | Lynetteholmen – Øresundsmotorvejen | 4 sporet              | Planlægning (MKV Miljøkonsekvensvurdering)  |      |

 Motortrafikveje der er opgraderet til motorvej 
- E45 Motortrafikvejen Vodskov - Langholt (1971-1999)
- 23 Skovvejen Elverdam - Dramstrup (1976-2019)
- 8 Egernsundvej Dybbøl - Sønderborg V (1981-2012)
- E45 Motortrafikvejen Kinderup - Lyngdrup (1988-1999)
- E47 Motortrafikvejen Ønslev - Sakskøbing (1988-2007)
- 18 Brande Omfartsvej Brande S - Brande N (2000-2014)
- E39 Ringvejen Åbyen - Hjørring (2004)
- 18 30 Vestvejen Ølholm - Riis (2004-2012)
- 18 Sindingvej Aulum - Sinding (2006)

 Motortrafikvej der bliver eller ønskes opgraderet til en motorvej
- 16 Hillerødmotorvejens forlængelse Allerød S - Hillerød N (2027)
- 23 Skovvejen Dramstrup - Viskinge (2028)
- 18 Sindingvej Herning N - Sinding (2031)
- 15 Messemotorvejens forlængelse Herning V - Snejbjerg

 Foreslåede motortrafikveje 
- 15 Motortrafikvej Herning - Ringkøbing
- 243 Tværvej Holbækmotorvejen - Frederikssundmotorvejen
- 6 Motortrafikvej Køge – Roskilde
- 14 Motortrafikvej Ringsted – Roskilde [11]
- E55 Motortrafikvej Nykøbing F - Sydmotorvejen [12][13]
- E55 Motortrafikvej Gundslevmagle - Marrebæk [14]
- 28 Borgmestervejen Vejle S - Ødsted
- 25 Koldingvej Hjarup - Vamdrup
- 30 Farrevej Uhe - Billund Lufthavn (2 etape)
- 11 24 Omfartsvej ved Ribe Ribe N - Ribe S
- 11 Motortrafikvej Esbjerg - Tønder
- 26 Motortrafikvej Nors - Hanstholm
- 26 Hanstholmvej Thisted - Nors (2 etape) [15]
- 26 Motortrafikvej Øster Jølby - Thisted
- 26 Motortrafikvej Vium - Sallingsund
- 26 Motortrafikvej Skive S - Øster Dølby
- 26 Motortrafikvej Viborg - Skive (Stoholm-linje) [16]
- 26 Motortrafikvej Rødkærsbro S - Søbyvad
- 15 Motortrafikvej Tåstrup - Grenaa
- 8 Fast forbindelse mellem Fyn og Als Fynshav - Bøjden
- 168 Motortrafikvej Assens - Fynske Motorvej E20 [17]
- 52 Motortrafikvej Kokholm - Sønder Rind [18]
- 8 405 Motortrafikvej Alssundbroen - Nordborg[19]
- 21 Motortrafikvej Feldballe - Ebeltoft [20]
- 54 Motortrafikvej Næstved - Rønnede [21]
- 11 Motortrafikvej Struer - Holstebro [22]
- 16 Motortrafikvej Kregme - Hillerød [23]
- 6 Motortrafikvej Overdrevsvejen - Humlebæk[24]
- 265 Motortrafikvej Næstved - Bårse
- Motortrafikvej Vestmotorvejen - Sydmotorvejen [25]
- Motortrafikvej Sydmotorvejen - Egøje
- Motortrafikvej Sydmotorvejen - Rønnede [26]
- Motortrafikvej Ejbyvej - Assendrupvej

 Motortrafikveje der er lavet til motorvej 
- E39 Ringvejen Åbyen - Hjørring (2004
- 18 Brande Omfartsvej Brande S - Brande N (2000-2014)
- 30 Vestvejen Ølholm - Riis (2004-2013)